# منتخب ماليزيا للكريكت
منتخب ماليزيا الوطني للكريكت هو ممثل ماليزيا الرسمي في المنافسات الدولية في الكريكت .